# Psyra szetschwana
Psyra szetschwana är en fjärilsart som beskrevs av Eugen Wehrli 1953. Psyra szetschwana ingår i släktet Psyra och familjen mätare. Inga underarter finns listade.